# Канлыкульский район
Канлыкульский район (каракалп. Qanlıkól rayonı / Қанлыкөл районы,узб. Qanlikoʻl tumani / Қанликўл тумани) — административная единица в Республике Каракалпакстан (Узбекистан). Административный центр — городской посёлок Канлыкуль.

## История
Канлыкульский район был образован в 1970 году как Ленинабадский район. В 1993-году был переименован в Канлыкульский район.

## Административно-территориальное деление
По состоянию на 1 января 2011 года в состав района входят:
- Городской посёлок Канлыкуль.
- 8 сельских сходов граждан:

1. Арзымбет Кум,
2. Бескопыр,
3. Бостон,
4. Жайхун,
5. Жана Кала,
6. Канлыкуль,
7. Косжап,
8. Наурыз.

## Хокимы
- Косназаров Мэлс Идреисович (до 30 сентября 2018 года).
- Аннакулов Бахитбай Кидирбаевич (врио с 30 сентября 2018 года)[3][4].